# Krzysztof Grzelak
Krzysztof Grzelak (ur. 27 grudnia 1963 w Gralewie) – polski żużlowiec.
Sport żużlowy uprawiał w latach 1980–1991, przez całą karierę reprezentując barwy klubu Stal Gorzów Wielkopolski. Czterokrotnie zdobył medale drużynowych mistrzostw Polski: złoty (1983), srebrny (1984) oraz dwa brązowe (1982, 1987).
Finalista młodzieżowych indywidualnych mistrzostw Polski (Tarnów 1984 – XIII miejsce). Finalista młodzieżowych mistrzostw Polski par klubowych (Rybnik 1984 – brązowy medal). Finalista młodzieżowych drużynowych mistrzostw Polski (Lublin 1984 – IV miejsce). Dwukrotny finalista turniejów o Srebrny Kask (Toruń 1983 – II miejsce, Lublin 1984 – XV miejsce).